# Žena v domácnosti

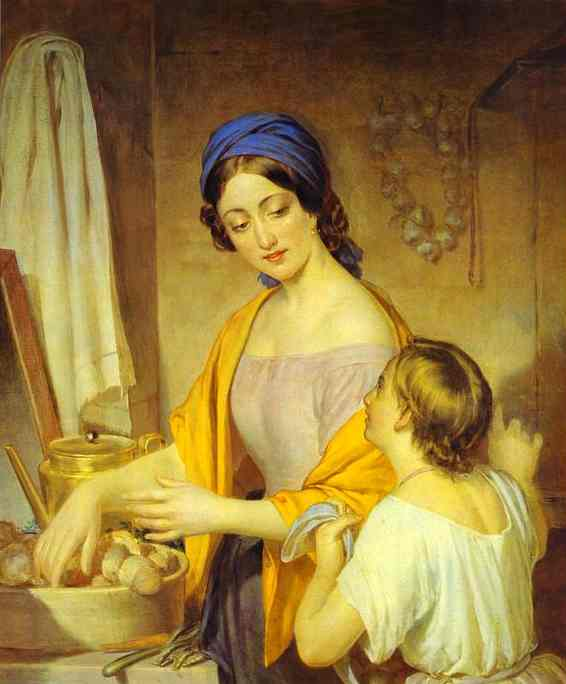
Mladá hospodyně, olejomalba Alexeje Tyranova (40. léta 19. století)

Žena v domácnosti, též hospodyně či hospodyňka, je žena jejíž úlohou je vedení nebo řízení domácnosti, což zahrnuje péči o děti, úklid a údržbu domácnosti, vaření a skladování potravin pro rodinu, nákup zboží, které rodina potřebuje pro každodenní život, šití a starání se o oblečení rodin a částečné nebo výhradní řízení rodinného rozpočtu. Žena v domácnosti není zaměstnána mimo domov.
Žena v domácnosti bývá definována jako vdaná žena, která má na starosti domácnost. V západním světě byly stereotypní genderové role, zejména u žen (žena u plotny), zpochybněny feministickým hnutím v druhé polovině 20. století, které ženám umožnilo vybrat si, zda chtějí být ženami v domácnosti, nebo dělat kariéru. Jako reakce se objevuje obhajoba tradiční gendrové role, spojená s módním pojmem tradwife, zkratka angl. traditional (house)wife, „tradiční manželka/žena v domácnosti“, a estetikou padesátých let 20. století v USA.

## Historie
Ačkoli v minulosti byli muži obecně považováni za hlavní nebo jediné živitele rodin, dělba práce mezi muži a ženami v tradičních společnostech vyžadovala, aby se obě pohlaví aktivně podílela na získávání zdrojů mimo domácí sféru. Před nástupem zemědělství a chovu zvířat byly spolehlivé zdroje potravin nedostatkovým zbožím. Pro dosažení optimální výživy v tomto období bylo nezbytné, aby muži i ženy soustředili svou energii na lov a sběr co největšího množství různých jedlých potravin, které jim umožňovaly každodenní obživu. Vzhledem k tomu, že chyběly technologie potřebné ke skladování a uchovávání potravin, bylo pro muže a ženy zásadní hledat a získávat čerstvé zdroje potravy téměř nepřetržitě. Tyto kočovné kmeny využívaly rozdíly mezi pohlavími ve svůj prospěch a umožňovaly mužům a ženám využívat jejich vzájemně se doplňujících adaptací a strategií přežití k vyhledávání co nejrozmanitějších a nutričně plnohodnotných dostupných potravin. Například v kontextu každodenního shánění potravy nebyla samotná péče o děti překážkou produktivity žen; naopak, vykonávání tohoto úkolu s dětmi jednak zvyšovalo celkovou efektivitu činnosti (více zúčastněných osob rovná se větší výnos jedlých kořenů, bobulí, ořechů a rostlin), jednak fungovalo jako důležitá praktická lekce dovedností přežití pro každé dítě. Sdílením břemene každodenní obživy si lidé nejen zajistili další přežití, ale také připravili půdu pro pozdější technologie, které se vyvíjely a rozvíjely na základě zkušeností.
V 19. století stále více žen v industrializujících se zemích přestávalo být hospodyněmi a ženami na farmách a vedle práce v domácnosti se začaly věnovat placené práci v různých odvětvích mimo domov a mimo rodinné hospodářství. V této době vzniklo mnoho velkých továren, nejprve v Anglii, poté v dalších evropských zemích a ve Spojených státech. Mnoho tisíc mladých žen odešlo pracovat do továren; většina továren zaměstnávala ženy na jiných pozicích než muži. Existovaly také ženy, které pracovaly doma za nízkou mzdu a zároveň se staraly o své děti.
Být ženou v domácnosti bylo reálné pouze v rodinách střední a vyšší třídy. Pro dělnické rodiny bylo typické, že ženy pracovaly. V 19. století byla v Anglii při sčítání lidu zaznamenána třetina až polovina vdaných žen, které pracovaly za externí mzdu, a někteří historici se domnívají, že jde o podhodnocený údaj. U manželských párů, které si to mohly dovolit, žena často zvládala domácí práce, zahradu, vaření a děti, aniž by pracovala mimo domov. Ženy byly často velmi hrdé na to, že jsou dobrými hospodyněmi a že je o jejich dům a děti slušně postaráno. Jiné ženy, jako například Florence Nightingale, vykonávaly jiné než tovární profese, i když byly natolik bohaté, že tento příjem nepotřebovaly. Některá povolání, která byla přístupná ženám, byla omezena i na neprovdané ženy (např. učitelství).
Na počátku 20. století vedli obě světové války (první světovou válku v letech 1914–1918 a druhou světovou válku v letech 1939–1945) muži z mnoha různých zemí. (V ozbrojených silách existovaly i speciální role, které vykonávaly ženy, např. ošetřovatelství, doprava apod. a v některých zemích také ženy vojákyně). Zatímco muži byli ve válce, mnoho jejich žen chodilo pracovat mimo domov, aby udržely chod zemí. Ženy, které byly zároveň ženami v domácnosti, pracovaly v továrnách, podnicích a na farmách. Ve válkách mnoho mužů zemřelo a další se vrátili zranění. Někteří muži se mohli vrátit na svá předchozí místa, ale některé ženy také zůstaly v zaměstnání. Vedle tohoto prudkého nárůstu počtu žen nastupujících do zaměstnání rostla také obliba polotovarů a technologií pro domácnost, což oběma ženám ušetřilo čas, který mohly strávit vykonáváním domácích prací, a umožnilo jim věnovat se místo toho jiným zájmům.

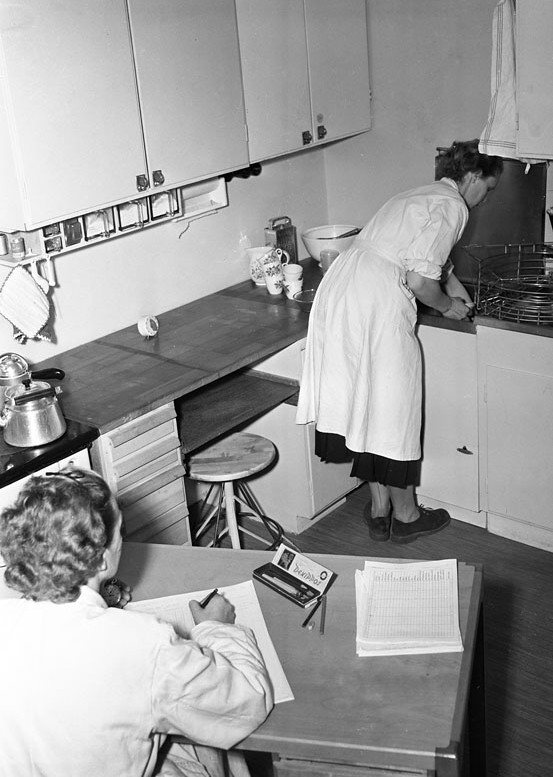
Žena vaří pod dohledem učitelky v institutu domácí ekonomiky ve Stockholmu (1950)

Vlády komunistických zemí na počátku a v polovině 20. století, např. v Sovětském svazu a Číně, podporovaly vdané ženy, aby po porodu pokračovaly v práci. V komunistických zemích bylo velmi málo žen v domácnosti, až do pádu kominismu a nástupu volného trhu v 90. letech 20. století, což vedlo k opětovnému nárůstu počtu žen v domácnosti. Naopak v západním světě v 50. letech 20. století mnoho žen po porodu opustilo zaměstnání a stalo se ženami v domácnosti. Pouze 11 % vdaných žen v USA si po porodu ponechalo práci.
V 60. letech 20. století se v západních zemích začalo více akceptovat, že žena pracuje, dokud se nevdá, kdy bylo všeobecně rozšířeno přesvědčení, že by měla přestat pracovat a stát se ženou v domácnosti. Mnoho žen se domnívalo, že to není rovné zacházení s muži a ženami a že by ženy měly vykonávat jakoukoli práci, kterou jsou schopny vykonávat, ať už jsou vdané, nebo ne. Kniha The Feminine Mystique (Ženská mystika) od Betty Friedan z roku 1963, která je všeobecně považována za podnět k nástupu druhé vlny feminismu v USA, pojednávala mimo jiné o životě žen v domácnosti z celého USA, které byly nešťastné, přestože žily v materiálním pohodlí a byly vdané a měly děti. V této době se mnoho žen začalo více vzdělávat. V důsledku tohoto vyššího vzdělání byly některé ženy schopny vydělávat více než jejich manželé. Ve velmi vzácných případech zůstával manžel doma, aby vychovával malé děti, zatímco žena pracovala. V roce 1964 byla k 50. výročí Smith-Leverova zákona vydána americká známka na počest žen v domácnosti.
Koncem 20. století se v mnoha zemích stalo pro rodinu těžší vyžít z jednoho platu. Následně se mnoho žen muselo po narození dětí vrátit do práce. Koncem 20. století však začal postupně narůstat počet mužů v domácnosti, zejména ve vyspělých západních zemích. V roce 2010 dosáhl počet mužů v domácnosti v USA svého maxima: 2,2 milionu. Ačkoli mužská role podléhá mnoha stereotypům a muži mohou mít obtížný přístup k rodičovským dávkám, komunitám a službám určeným matkám, být mužem v domácnosti se po roce 2000 stalo společensky přijatelnější. Muž v domácnosti byl v první dekádě 21. století pravidelněji zobrazován v médiích, zejména v USA. V některých oblastech světa však muž v domácnosti zůstává kulturně nepřijatelnou rolí.